# 鎖港北極殿
鎖港北極殿，或小管北極殿、小管港北極殿，俗稱前廟，台灣澎湖縣馬公市廟宇，主祀北極玄天上帝，嵵裡澳角頭廟之一，鎖港里公廟。創建年份不詳，相傳原祀池府王爺（後晉升為玄天上帝的分靈），故昔稱池王廟，乃清領時期康熙年間自井垵北極殿分火而來。法師流派為「普庵派」。:60–62

## 沿革
「鎖港」位於馬公市圓頂半島（澎南地區）東南側，面朝台灣海峽，自古以盛產「小管」聞名，故居民習稱「小管港」，但閩南語中「小（白讀音：Sió）」音近「鎖（Só）」，早於乾隆32年（1767年）胡建偉所編撰的《澎湖紀略》便將「小管港」訛寫作「鎖管港」。「鎖管港社」在清領時期為「嵵裡澳」轄內一社；日治時期作「鎖管港鄉」，行政單位更動但名稱未改；二戰之後，一度和北鄰的「鐵線尾」合併，稱「鎖鐵里」，現又獨立為一里。
鎖港北極殿廟身坐東北朝西南，地理位置約略位於「後廟」鎖港坤元寺正前方50公尺處，俗稱「前廟」。相傳鎖港北極殿肇建於康熙年間，鎮殿主神乃從井垵北極殿延請而來，最初供奉的神明為池府王爺，昔稱池王廟，後因池府王爺守境有功，獲晉升為北極玄天上帝，成為玄天上帝的分靈，始改稱鎖港北極殿。
鎖港北極殿於乾隆44年（1779年）和日治時期明治31年（1898年）、昭和九年（1934年）皆有整建的紀錄，其中昭和九年（1934年）重建之時，尚留有〈廟宇重修巔彩記事碑〉石碑，該石碑詳述北極殿歷代修建年份，以及日治時代鎖港居民的經濟生活狀況，現立於北極殿東南側外牆。
民國67年（1978年），北極殿成立重建委員會，陸續向里民、旅外鄉親募捐，並一併在台灣本島採購木料、鋼筋，延請澎湖後窟潭出身的知名建築師謝自南設計，聘請石匠來雕刻殿前的龍鳳石柱，二樓建材則以花崗岩、花磚、琉璃瓦為主；主神玄天上帝擇吉於民國68年（1979年）開工，工程費用總計為新台幣1000萬元餘，順利於民國70年（1981年）二月落成，即為今貌。
民國104年（2015年），鎖港北極殿董事許進勇發起重修，董事會決議後於同年六月十三日出火，並以鎖港紫微宮為行館駐蹕北極殿神明，後籌組重建委員會募捐經費，歷時23個月後，鎖港北極殿於民國106年（2017年）重新修建完成，總計整建經費為新台幣1500萬元整，於同年五月三日午時入火安座。

## 鸞堂
明治41年（1908年），鎖港北極殿成立「心意社訓善堂」，為「嵵裡澳」首座鸞堂（善堂），後於大正九年（1920年）出版善書《寶要金篇》、昭和20年（1945年）又出版《喚醒金篇》、《醒化金鐘》等善書。民國34年（1945年），鎖港北極殿鸞堂更名為「同化社訓善堂」，民國52年（1963年）復改為「同化社向善堂」，並著造《喚醒迷津》善書一冊。
根據《馬公市各里叢書（寺廟篇）》記載，相傳民國五十至六十年代（約1960年代至1970年代）間，鎖港里擁有全澎湖人數最多的「小法」，當時鎖港北極殿每一梯次招募小法，至少都有三十名兒童參加，甚至流傳一句「鎖港小法較濟鐵線尾弟子」之俗諺，意指鎖港里光小法的人數，便多過於全鐵線里的弟子。

## 王船
鎖港北極殿亦有舉辦過「送王」的科儀，二戰後可考迄今分別於民國36年（1947年）、民國58年（1969年）、民國75年（1986年）和民國82年（1993年）有送過王船的紀錄。
民國107年（2018年），鎖港北極殿因迎梁、田、甘、柳、吳五府千歲奉祀，後又延請澎湖傳統王船匠師王旭輝打造造價達新台幣五百萬的王船－千秋寶艦「應天艦」，其龍骨長達10尺6寸，歷時近兩年的建造後，民國109年（2020年）另擇定吉時進行安龍目、釘崁巾科儀，並於同年6月25日舉辦「安船打船醮科儀」。

## 圖輯

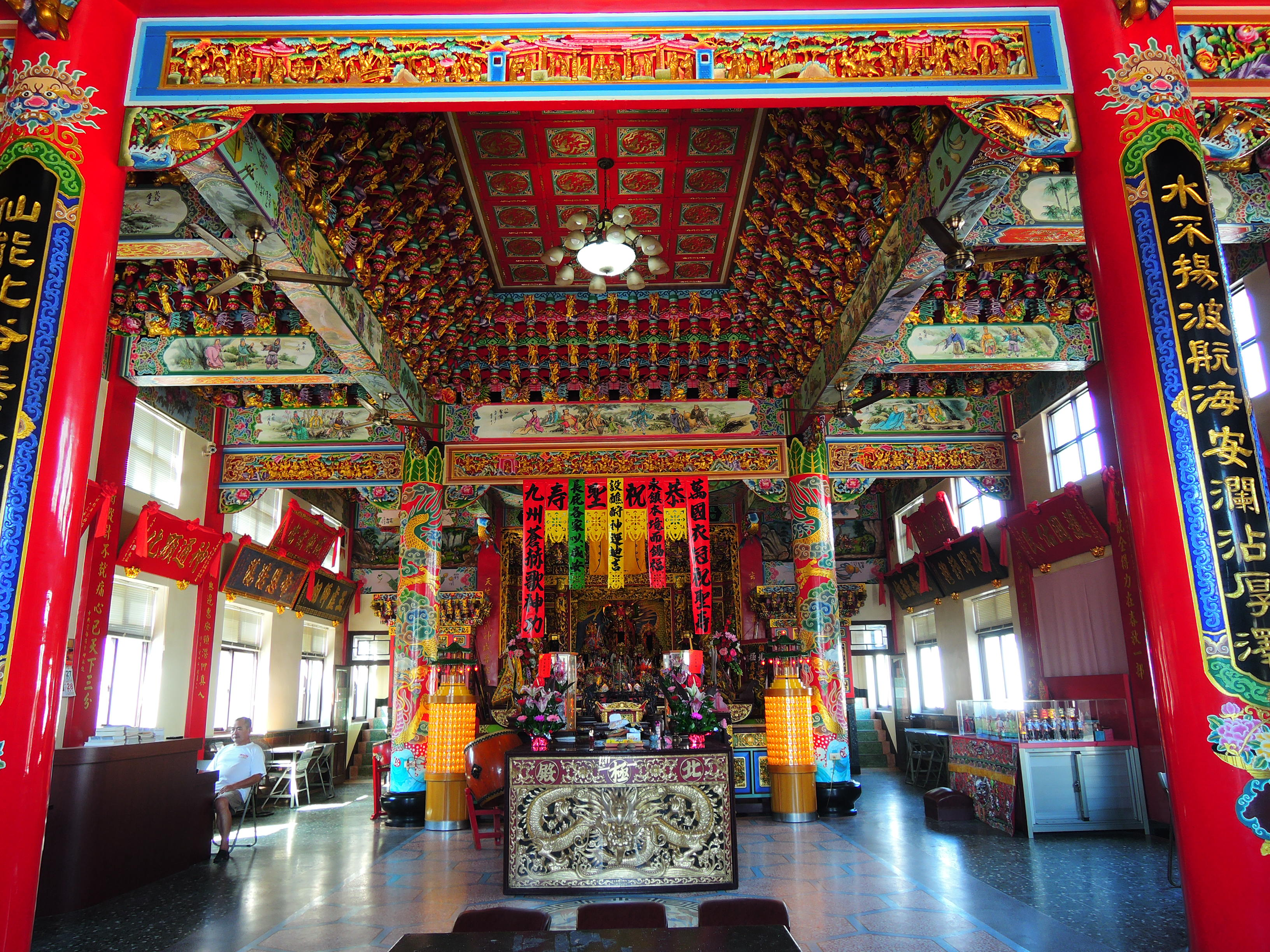
一樓正殿
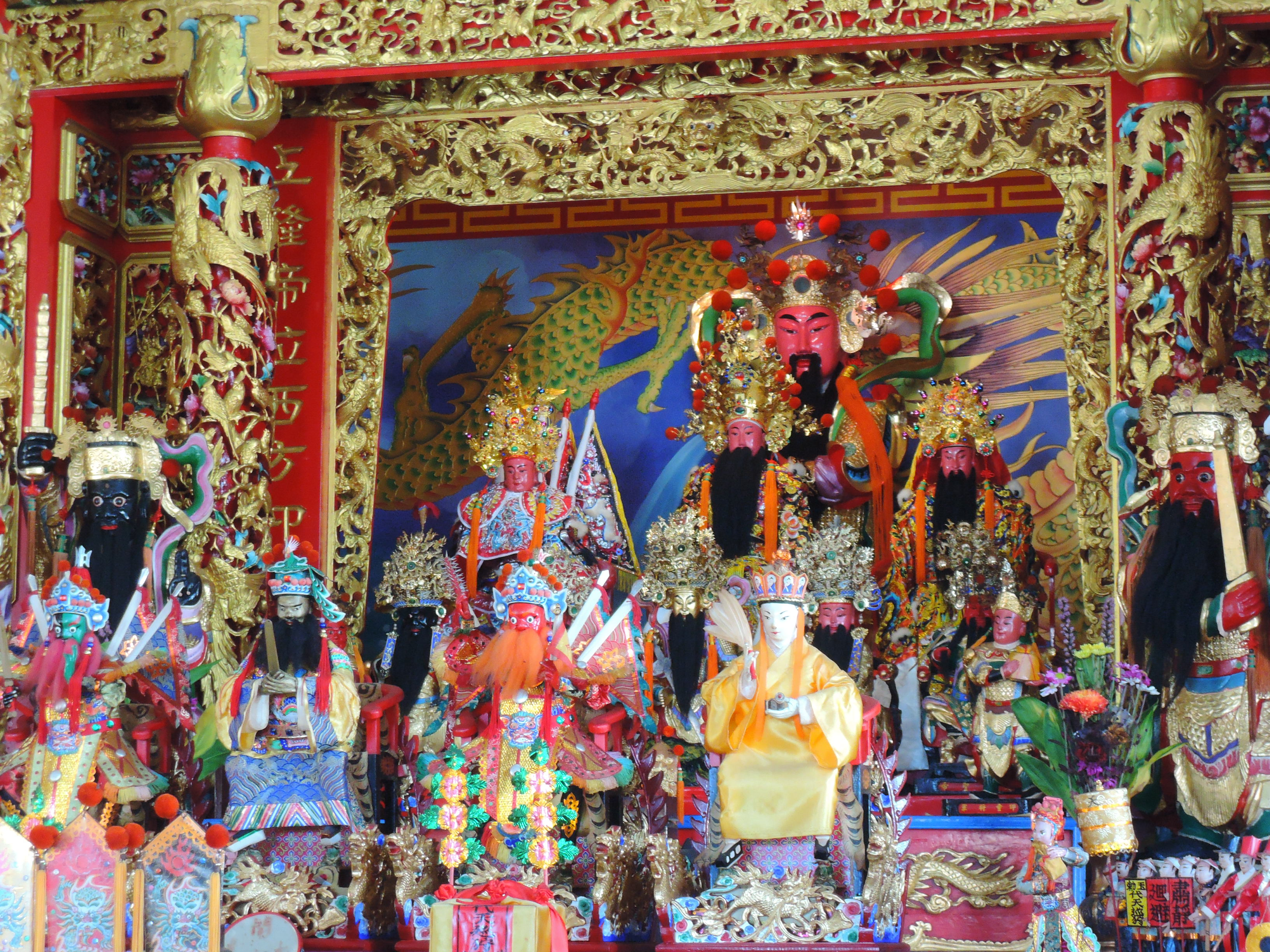
玄天上帝諸神像
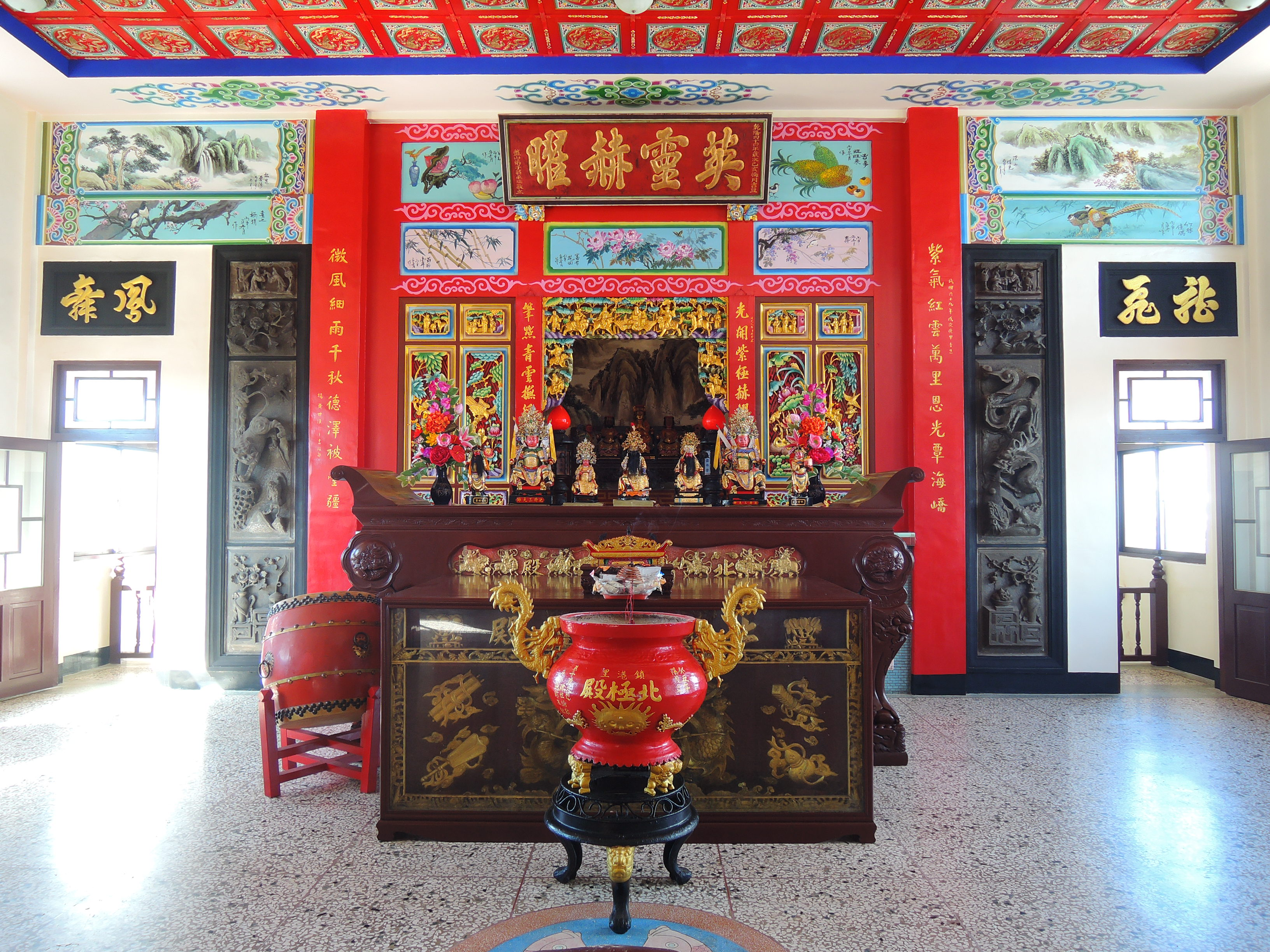
二樓神明廳
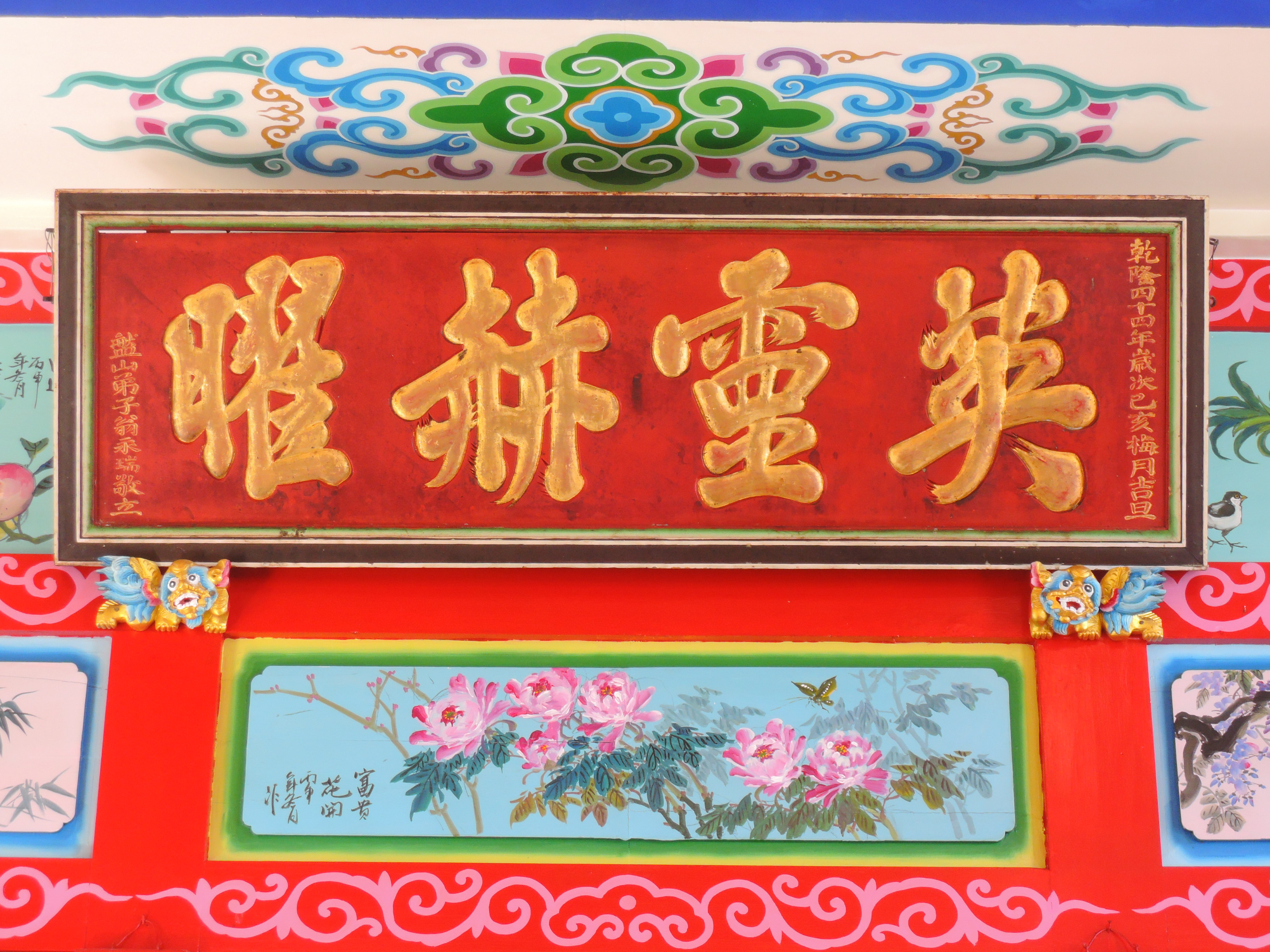
英靈赫曜匾（1779年）
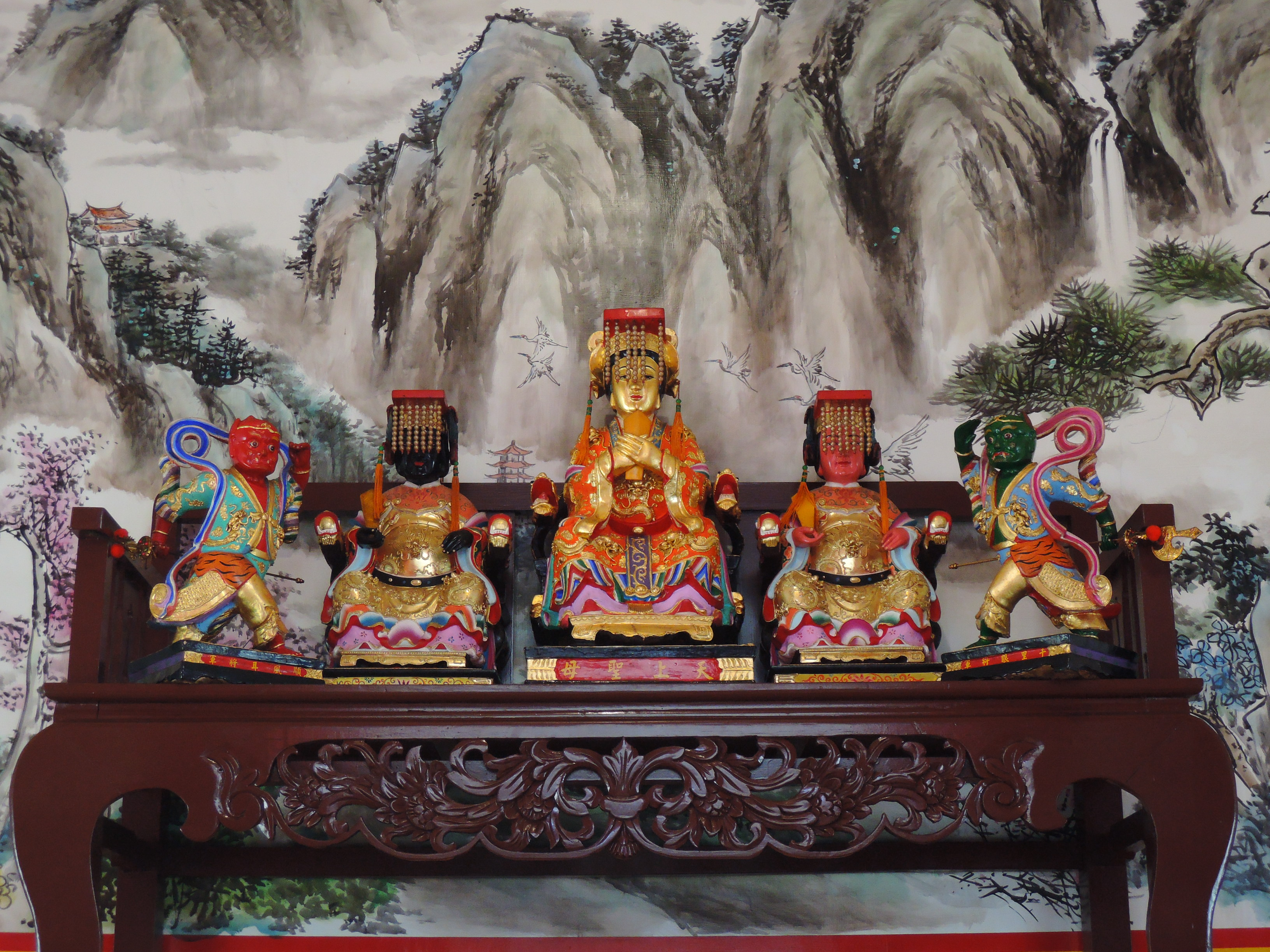
天上聖母像
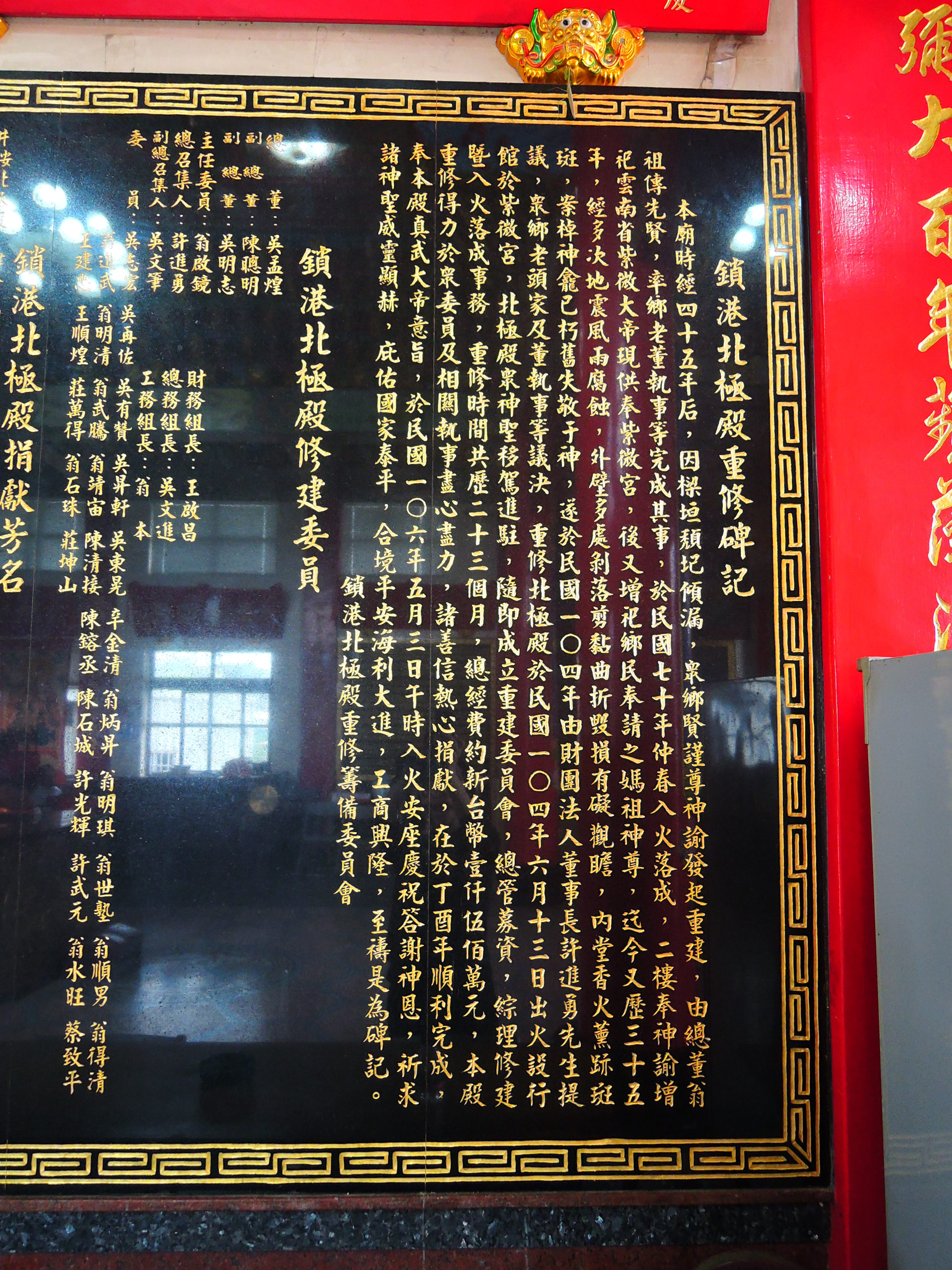
重修碑記（2017年）
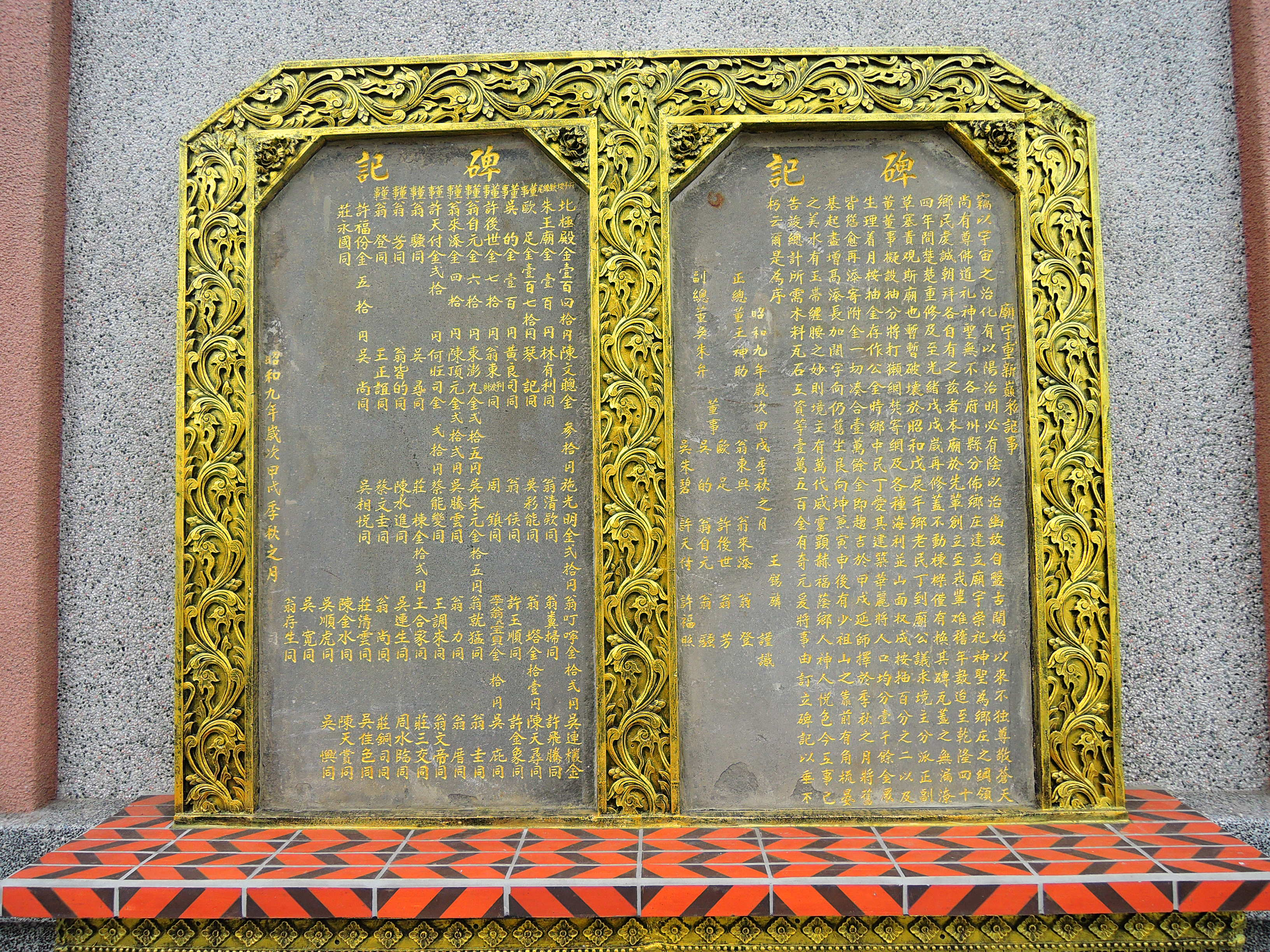
廟宇重修巔彩記事碑（1939年）

## 外部連結
- 鎖港北極殿武轎會的Facebook專頁

23°31′24″N 119°36′03″E / 23.523425°N 119.600939°E